# Цахкунк (Мартакерт)
Цахкунк (вірм. Ծաղկունք) — село у Мартакертському районі Нагірно-Карабаської Республіки. Село розташоване на південному заході району та підпорядковується сільські раді села Ванк.